# Цькування бика
Цькування бика (буль-бейтінг) (англ. bull-baiting — кривава розвага за участю собак (бульдогів) і биків. Вид азартної розваги, яка була популярною в Англії до середини XIX століття; згодом була заборонена.

## Історія
Цькування тварин, одна з найдавніших масових розваг в Англії, мала величезну популярність аж до заборони в першій половині XIX століття. Ще давньоримський поет Клавдіан на межі IV—V століття н. е. згадував про «британську собаку, яка притискає величезне бичаче чоло до землі». Цілком ймовірно, що римляни і прищепили любов до кривавих видовищ жителям Британських островів.

## Буль-раннінг
Існувало два різновиди боїв між биками і собаками — буль-бейтінг і буль-раннінг (англ. bull-running). Буль-раннінг — переслідування бика — часто закінчувався його цькуванням, буль-бейтінгом. Яке з цих розваг з'явилося раніше, важко встановити. Відомо, що перші масові видовища з забігами собак і биків відбулися в Стемфорді в 1209 році за часів правління Іоанна Безземельного. За легендою, м'ясники побачили на полі двох забіяк биків і спробували їх розняти. При цьому вони зігнали биків на велику дорогу, а собаки, які були при них, почали голосно гавкати і бики стрімголов помчали по дорозі в місто, неабияк налякавши городян. В цей час граф Воррен прогулювався верхи і, побачивши небезпеку, кинувся за биками. Йому вдалося загнати їх у загін, але саме пригода завдала йому таке задоволення, що граф наказав в пам'ять про нього передати в дар місту луг, на якому почалися події, за умови що кожен рік в День Святого Брайса городяни будуть заганяти одного бика. З тих пір буль-раннінг став щорічною традицією в Стемфорді. Завданням переслідувачів було прогнати бика через все місто, загнати його на міст і, оточивши його там, скинути в річку. Якщо їм це вдавалося зробити до обіду, то в нагороду вони отримували ще одного бика. Для того, щоб тварина приходила в належну лють, його попередньо мучили і катували всілякими способами.
Схожа традиція з'явилася в Татбері (Стаффордшир) ймовірно в 1374 році, але там вона носила напіврелігійний характер. Бика ганяли менестрелі татберського замку через  річку Давши, що протікає поблизу. Звичай увійшов в ранг церковного обряду. Щорічно церква, з благословення настоятеля, надавала для проведення обряду бика. Ймовірно,  ця затія була влаштована в наслідування іспанцям. Справа в тому, що дружина герцога Ланкастерського Джона Гонта (1340—1399), який володів замком, Констанца Кастильська була родом з Іспанії . Достеменно відомо, що биків ганяли вже XIII столітті в Памплоні, на фієсті Сан-Фермін. Все свято в Татбері називалося «Двір менестрелів», а буль-раннінг був його завершальним акордом.
Буль-раннінг в Татбері влаштовували наступним чином. Бика надавав управитель маєтком. Тварині відпилювали кінчики рогів, підрізали вуха і хвіст, намилюватися його всього милом, в ніздрі вдувати мелений перець. Потім розпорядник свята оголошував про початок забігу, велів глядачам звільнити дорогу бику і переслідуючим його менестрелям. Бика гнали до Дербішира, по дорозі менестрелі норовили зрізати з нього ножем клапоть шкіри. Того, кому це вдавалося, проголошували «королем музики», якщо ж бик добирався до фінішу неушкодженим, то тварину повертали настоятелю монастиря. Але, як правило, бик до свого колишнього господаря не повертався. Після закінчення забігу бика зацьковували собаками на спеціальній арені. Перший раунд буль-бейтінга проводили на честь «короля музики», другий — на честь настоятеля, третій — в ознаменування свята, а потім бика труїли на потіху публіці доти, поки тварина не переставала чинити опір. Після цього новий господар забирав його собі.
В подальшому звичай змінився. Бика почала ганяти палицями молодь. Одна група гнала його з Стаффордшир в Дербішир, інша прагнула затримати його. Часто палицею по голові діставалося не тільки бику, але і його переслідувачам.
Потім з'явився звичай «викуповувати» бика у «короля музики». Управитель платив переможцю забігу 5 нобле, а тварину відправляли в маєток герцога Девонширского Хардуік. Там його відгодовували і на Різдво заколювали для простолюдинів. У Татбері подібні розваги проводилися щорічно понад чотириста років, поки в 1778 році звичай не був скасований.
По всій видимості, описані традиції мали місце всього в трьох містах Англії: Стемфорд в Лінкольнширі, Татбері в Стаффордширі та Тетбері в Глостерширі. Вони носили характер народних гулянь і не служили джерелом доходу, їх не можна віднести до числа азартних ігор. Зате буль-бейтінг в чистому вигляді поширився по всій Англії.

## Буль-бейтнг
За часів королеви Анни (кінець XVII-початок XVIII століття) цькування биків та інших тварин в Лондоні проводилися в Хоклі-ін-де-Хоул (Hockley-in-the-Hole) двічі на тиждень. До цього часу подібна розвага стала популярною повсюдно, буль-бейтінг став звичайним і улюбленим публікою видовищем і азартним видом спорту в багатьох провінційних містечках Англії. Є підстави припускати, що буль-бейтінг став популярним ще раніше буль-раннінг, а ця розвага була настільки буденною, що сучасники навіть не вважали за потрібне згадувати про нього в літописах і друку. Як би там не було, з XIII по XVIII століття буль-бейтінг був справжньою національною розвагою англійців.
Слуга і біограф Томаса Бекета вчений чернець Вільям Фітцстефен в описі Лондона в 1174 році пише, що кожний зимовий святковий ранок починався з кабанячих боїв або з цькування биків і ведмедів собаками. Ця вистава притягувала натовпи роззяв. Іноді навіть цькували не цілком підходять для цього тварин — ослів і коней.
Джон Х'ютон залишив свідчення про перші змагання по буль-бейтінгу в Татбері, ймовірно, в Бенксайд Беар-гарден (Bankside Bear Garden): Розповім дещо про цькування бика. На нього надягали нашийник з мотузкою, довжиною три, чотири або п'ять ярдів. Мотузку вішали на гак, так щоб бик міг повертатися і бачити супротивника, мастифа (mustiff dog), з підійнятою мордою і прикусом, що дозволяло міцно вчепитися в бичачий ніс. Хороша собака завжди починає повзати на череві, націлюючись на бичачий ніс, тоді як бик намагається його вберегти, притискаючи носа до землі і вичікуючи момент, щоб підчепити собаку рогами і підкинути її.
Якщо відразу випустити двох або кількох собак, або якщо собаки боязкі і потрапляють під ноги бику, він тут же може випустити з них кишки.
Я бачив, як бик підкидав собаку на тридцять, а то й на сорок футів вгору, і глядачі ловили їх, щоб собаки не отримали каліцтва при падінні. Зазвичай землю навколо посипають піском, на той випадок якщо собака все ж впаде з великої висоти. Незважаючи на ці заходи, багато собак гинуло, багато хто ламав лапи і втрачав зуби, коли бик приймався мотати їх в різні боки.
З власників собак, які бажали брати участь в змаганні, брали вхідну плату. Якщо собака перемагала, господар отримував приз — п'ять шилінгів, розшитий золотом капелюх і красивий собачий нашийник. Для участі в боях багато приїжджали здалеку.
Ось одне з типових оголошень в англійській пресі (Weekly Journal, 22 липня 1721):
…також буде зацькований ведмідь і лютий досвідчений бик на арені; над ним будуть горіти смолоскипи, до хвоста буде прив'язана комета, на нього спустять бульдогів. У центрі арени над факелами піднімуть собаку. На тій же сцені буде проводитися цькування осла.
Оригінальний текст (англ.)
…also a bear to be baited and a mad green bull to be turned loose in the Gaming-place; with fireworks all over him and a comet at his tail, and Bulldogs after him. A dog will be drawn up with fireworks after him in the middle of the yard; and an ass to be baited upon the same stage.
— Weekly Journal
Цікаво, що в березневому випуску "" за 1802 рік автор однієї зі статей стверджував, що відомий випадок з графом Уорен поклав початок буль-бейтінгу, а не буль-раннінгу. Опис події майже повністю збігається зі стемфордською легендою.
Собак часто піднімали над ареною, на якій повинна була відбутися сутичка. Собака трималася зубами за губку на перекладині і висіла на висоті над язиками полум'я, намагаючись уникнути попадання в вогонь.
Ще однією складовою частиною вистави могли бути боксерські поєдинки. Наприклад, в 1824 році на буль-бейтінг з подальшою сутичкою боксерів зібралося 5 тисяч глядачів.
Популярність буль-бейтінга була справді величезна, і суспільство саме підтримувало її. Наприклад, вважалося що м'ясо зацькованого бика набагато корисніше, більш поживне і ніжніше, ніж бика, просто убитого на бойні. М'ясників навіть штрафували, якщо вони після святкування або базарного дня продавали м'ясо биків, не зацькованих напередодні. В архіві маєтку Барнард-Касл є документ, що містить вказівку: жоден м'ясник не повинен вбивати бика, якому більше двох років, не привівши його спочатку на ринг і не нацькувавши належним чином.
Зрозуміло, що навколо боїв оберталися великі гроші, крім того буль-бейтінг вважався традиційною розвагою англійців. На початку ХІХ століття спорт почав згасати, як через те, що цькування тварин викликало громадські неприємності, так і через нові побоювання щодо жорстокості з тваринами. Назріле питання про заборону буль-бейтінга та інших видів «кривавого спорту» вирішувалося довго і важко. Законопроект про заборону цькування биків був внесений до Палати громад у 1802 році, але зазнав поразки у тринадцять голосів. Буль-бейтінг проіснував ще понад чверть століття, поки, нарешті, в 1835 році ні заборонений парламентом «Законом про жорстоке поводження з тваринами» (Cruelty to Animals Act 1835). Однак нелегальні бої проводилися до середини століття: в Уіксворде — до 1838/40, в Ланкастері — до 1841/42, в Ешборні — до 1842, в Вест-Дербі-Уейксе — до 1853 року.
Однак закон не забороняв собачі бої, які вже давно набирали популярність, і до кінця XVIII століття успішно конкурували з цькувальним спортом. Саме собачим боям судилося замінити заборонений буль-бейтінг й інші види цькування.

## Інші види цькування
Крім цькування биків в Англії проводилися бої і за участю інших, найрізноманітніших тварин: як диких, так і домашніх. В популярності з буль-бейтінгом змагався беар-бейтінг — цькування ведмедя. Цькували вовків, лисиць, борсуків. Також цькували екзотичних тварин: великих і малих мавп, гієн, левів, тигрів (в двох останніх випадках хижаки оброблялися подряпинами). Цькували коней і ослів. Цькували качок в ставку, попередньо підрізавши їм крила. Існувала особлива розвага «реттінг» — цькування зграї щурів однією собакою на швидкість. Є навіть інформація про випадки, коли проти бійцівських собак виходили люди.

## Значення буль-бейтінга для кінології
Популярність цькувального спорту привела до розквіту селекції собак і появи нових бійцівських порід, більшість з яких вели свою лінію від молосів (мастифів). Цькування бика висувала до собаки особливі вимоги, як до її конституції, так і темпераменту. Собака повинна була бути витривалою, безстрашною до безтями, нечутливою до болю, завжди налаштованою на поєдинок. Це повинна була бути приземкувата, кремезна, не надто важка собака з широкими грудьми і розвиненим плечовим поясом, з короткою гладкою шерстю і мертвою хваткою. Так були виведені бульдоги — порода, унікальна за своїми якостями, вкрай функціональна, яка ідеально підходить для виконання поставленого перед нею завдання. Про можливості породи говорить такий факт: зафіксований випадок, коли господар бульдога під час цькування на парі відрубував йому лапи одну за одною. Собака при цьому продовжувала поєдинок з биком до тих пір, поки господар не покликав її до себе і не відрубав їй голову.
Зростанням популярності собачих боїв порода прийшла в занепад. Так для сутички з іншими представниками собачого племені були потрібні вже зовсім інші якості — швидкість, гнучкість, рухливість. Бульдогів стали схрещувати з тер'єрами, така помісь, що поєднує в собі кращі для боїв якості обох порід, стала високо цінуватися. Від бульдога походять бультер'єр, стаффордширський бультер'єр, американський стаффордширський тер'єр, боксер.
На момент заборони буль-бейтінга чистокровних бульдогів в Англії майже не залишилось.
Бульдоги почали брати участь у виставках в 1859 році, а стандарт породи (Філо-Куонскій стандарт) був розроблений і описаний в 1865. У 1875 році був заснований Клуб англійських бульдогів, завданням якого стало порятунок породи від вимирання. Це завдання вирішувалося шляхом перетворення бійцівської породи в виставкову. На перше місце була поставлена мета збереження і поліпшення зовнішнього вигляду бульдога. Кращою стала вважатися та собака, у якої найбільш розвинені характерні для породи ознаки — коротка верхня щелепа, випнута нижня, велика голова. Про бойові якості і темперамент взагалі не йшлося, бульдог повинен спокійно і з гідністю триматися на виставках. Порода стала модною і престижною та все більше віддалятись від свого пращура — староанглійського бульдога. Сьогоднішній англійський бульдог — декоративна, досить флегматична собака, до того ж вельми уразлива і, безумовно, нездатна протистояти бику.
У 1971 році американець Давід Левітт почав проект з відтворення породи в її первісному вигляді й досяг певних успіхів. Левітт схрестив англійського бульдога (50 %), американського бульдога, бульмастифа і американського піт-бультер'єра (в загальному 50 %). Відтворений ним староанглійський бульдог зовні дуже близький до собак, зображених на старовинних гравюрах.